# Волда
Во̀лда (на норвежки: Volda) е малък град и едноименна община в югозападната част на централна Норвегия. Разположен е на северния бряг на фиорда Аустефьоден във фюлке Мьоре ог Ромсдал на около 340 km на северозапад от столицата Осло. Получава статут на община на 1 януари 1838 г. Има малко пристанище, общо летище със съседния град Йоща и университет с около 3000 студенти. Население на града и общината 8573 жители според данни от преброяването към 1 януари 2010 г.